# Thammaca
Thammaca — род аранеоморфных пауков из подсемейства Dendryphantinae в семействе пауков-скакунов (Salticidae). Оба вида этого рода распространены в Южной Америке.

## Виды
- Thammaca coriacea Simon, 1902 — Бразилия
- Thammaca nigritarsis Simon, 1902 — Перу, Бразилия